# Vivseanîkî, Derajnea
Vivseanîkî (în ucraineană Вівсяники) este un sat în comuna Klopotivți din raionul Derajnea, regiunea Hmelnîțkîi, Ucraina.

## Demografie
Componența lingvistică a localității Vivseanîkî
     Ucraineană (99,17%)
     Alte limbi (0,82%)
Conform recensământului din 2001, majoritatea populației localității Vivseanîkî era vorbitoare de ucraineană (99,17%), existând în minoritate și vorbitori de alte limbi.